# Hans Jörg Rüegsegger
Hans Jörg Rüegsegger (2 agosto 1970) è un politico svizzero dell'Unione Democratica di Centro (UDC). Dal 2023 è membro del Consiglio nazionale per il Canton Berna.

## Biografia
Si candidò al Consiglio nazionale per il Canton Berna alle elezioni federali del 2015 e del 2019, ma non venne eletto. Si ripresentò anche alle elezioni federali del 2023: ottenne 94 967 ma non venne eletto risultando il primo dei non eletti della sua lista. Nel 2023 entrò comunque in Consiglio nazionale subentrando al collega di partito Werner Salzmann, che era stato eletto al Consiglio degli Stati.